# Чураєво (Мішкинський район)
Чура́єво (рос. Чураево, башк. Сурай) — село у складі Мішкинського району Башкортостану, Росія. Адміністративний центр Чураєвської сільської ради.
Населення — 984 особи (2010; 971 у 2002).
Національний склад:
- марійці — 96 %